# Dolnik (Międzylesie)
Dolnik (deutsch: Schönthal) ist ein Ort in der Stadt- und Landgemeinde Międzylesie (Mittelwalde) im Powiat Kłodzki der Woiwodschaft Niederschlesien in Polen. Es  liegt zwei Kilometer östlich von Międzylesie (Mittelwalde).

## Geographie
Dolnik liegt im Süden des Glatzer Kessels in den westlichen Ausläufern des Glatzer Schneegebirges. Nachbarorte sind Szklarnia (Gläsendorf) im Nordosten, Potoczek (Neißbach) im Osten, Pisary (Schreibendorf) im Südosten, Boboszów (Bobischau) im Süden, Smreczyna (Schönau b. Mittelwalde) im Südwesten, Międzylesie im Westen und Nagodzice  (Herzogswalde) im Nordwesten. Östlich erhebt sich der 795 m hohe Glaserberg (Urwista).

## Geschichte
Schönthal wurde erstmals 1358 als „Szontal“ erwähnt. Es gehörte zum Habelschwerdter Distrikt im Glatzer Land, mit dem es die Geschichte seiner politischen und kirchlichen Zugehörigkeit teilte. Es war zur Herrschaft Mittelwalde untertänig, die nach zahlreichen Besitzerwechseln nach dem Dreißigjährigen Krieg an die Grafen von Althann gelangte, in deren Besitz sie bis 1945 verblieb.
Nach dem Ersten Schlesischen Krieg 1742 und endgültig mit dem Hubertusburger Frieden 1763 fiel Schönthal zusammen mit der Grafschaft Glatz an Preußen. Im Rahmen der Preußischen Reformen wurde 1807 mit dem Oktoberedikt die Untertänigkeit aufgehoben. Nach der Neugliederung Preußens gehörte Schönthal seit 1815 zur Provinz Schlesien und war zunächst dem Landkreis Glatz eingegliedert. 1818 erfolgte die Umgliederung in den Landkreis Habelschwerdt, zu dem es bis 1945 gehörte. Seit 1874 war es dem Amtsbezirk Mittelwalde eingegliedert, zu dem auch die Landgemeinden Bobischau, Grenzendorf, Herzogswalde, Rothflössel, Schönau b. Mittelwalde, Schreibendorf und Steinbach gehörten. 1939 wurden 143 Einwohner gezählt.
Als Folge des Zweiten Weltkriegs fiel Schönthal 1945 wie fast ganz Schlesien an Polen und wurde in Dolnik umbenannt. Die deutsche Bevölkerung wurde vertrieben. Die neu angesiedelten Bewohner waren teilweise Zwangsumgesiedelte aus Ostpolen, das an die Sowjetunion gefallen war. Von 1975 bis 1998 gehörte Dolnik zur Woiwodschaft Wałbrzych.